# Kissziget
Kissziget ist eine ungarische Gemeinde im Kreis Lenti im Komitat Zala.

## Geografische Lage
Kissziget liegt 28 Kilometer südwestlich des Komitatssitzes Zalaegerszeg, 10 Kilometer östlich der Kreisstadt Lenti an dem Fluss Cserta. Nachbargemeinden sind Csömödér, Hernyék, Zebecke, Csertalakos und Ortaháza.

## Geschichte
Im Jahr 1913 gab es in der damaligen Kleingemeinde 88 Häuser und 509 Einwohner auf einer Fläche von 1289  Katastraljochen. Sie gehörte zu dieser Zeit zum Bezirk Nova im Komitat Zala.

## Sehenswürdigkeiten
- Glockenturm aus dem 19. Jahrhundert
- Kruzifix (Becze-Csóra-kereszt), erschaffen 1916 von József Hudetz
- Römisch-katholische Kapelle Magyarok Nagyasszonya

## Verkehr
Durch Kissziget verläuft die Landstraße Nr. 7547. Es bestehen Busverbindungen über Iklódbördőce nach Lenti sowie über Zebecke nach Nova. Die nächstgelegenen Bahnhöfe befinden sich in  Csömödér-Páka und Ortaháza.